# سد پوتریلوس
سد پوتریلوس (به اسپانیایی: Embalse Potrerillos) یک سد خاکی و نیروگاه برقابی در آرژانتین است که در استان مندوسا واقع شده‌است.